# Anna von Reischach von Reichenstein-Linz
Anna von Reischach von Reichenstein-Linz OCist (* 15. Jahrhundert; † 23. März 1499 war eine deutsche Zisterzienserin und von 1465 bis 1496 Äbtissin des Zisterzienser-Klosters Wald.)

## Leben
Anna von Reischach von Reichenstein-Linz war vermutlich eine Tochter des Heinrich von Reischach von Reichenstein zu Linz und der Anna Gremlich. Die Äbtissinnen im Kloster Wald Margarethe von Reischach (1425–1438) und Barbara von Reischach (1441–1452) waren Verwandte von ihr. Sie selbst regierte im Zeitraum vom 1. Oktober 1465 bis zum 15. April 1496 als Äbtissin im Kloster Wald. Im Jahr 1474 wurde von ihr die erste Gerichtssatzung im klösterlichen Herrschaftsgebiet erlassen. Um 1490 stiftete sie gemeinsam mit ihrer Schwester Barbara (einer Nonne im Kloster) einen Altar, einschließlich einer Kaplanei. Dies geschah zu Ehren der Heiligen Wolfgang, Sebastian, Wendelin, Ambrosius, Hieronymus und Sylvester. Eine Resignation der Anna von Reischach von Reichenstein-Linz als Äbtissin im Kloster Wald für das Jahr 1496 wird angenommen. Nach ihrem Tod am 23. März 1499 fand sie ihre letzte Ruhestätte im Kapitel des Klosters.